# Дхьянабинду-упанишада
«Дхьянабинду-упанишада» (санскр. ध्यानबिन्दू उपनिषद, IAST: Dhyānabindū upaniṣada — «Упанишада о точке созерцания») — одна из 108-ми упанишад канона «Муктика» — № 39. Принадлежит к упанишадам «Кришна Яджурведы» и к группе упанишад «Йоги» и по части своего названия относится к группе так называемых бинду-упанишад — упанишад Капли или Точки. По мнению М. Элиаде — который назвал её тезисы «точкой зрения тантрического экстремизма» — и исходя из самого текста, это упанишада по сути является либо тантрическим трактатом направления Вамачара либо испытала на себе сильное влияние этого направления тантры. На это указывают упоминающиеся в тексте различные мудры (йони-мудра, маха-мудра, кхечари мудра), рассуждение о соединении спермы и менструальной крови (что подразумевает под собою ритуальное соитие во время месячных), описание чакр и нади. Эти и некоторые другие особенности текста указывают на то, что это сравнительно поздний текст.
С другой стороны, рассуждения о сущности слога «oṃ» и мантры «haṃsa-sohaṃ», описание йогических практик говорит о том, что эта упанишада была создана в ведантийской или даже адвайта-ведантийской традиции, которая, в свою очередь, опирается на традиционный ведийский монизм — уже в ранних упанишадах душа (джива) сравнивается с лебедем (хамса).
Эта упанишада является важным первоисточником по йоге, так как, в ней описаны не только элементы общей йогической практики, но конкретные указания по садхане: даны описания некоторых чакр и методики работы с ними; дана медитативная практика визуализации и символическая связь этой визуализации с буквами слога «auṃ» и божествами Тримурти. Особый интерес представляет длинный фрагмент текста, идущий под номером 94, описывающий тему пленения души в теле и делающий упор на описание анахаты (сердечной чакры).
Перевод на русский язык был осуществлён Б. Мартыновой и в 1999-м году вышел в сборнике «Упанишады йоги и тантры», в издательстве «Алетейя», Санкт-Петербург.